# The Centre of the Heart
The Centre of the Heart è una canzone pop scritta da Per Gessle per il duo svedese Roxette, pubblicata nel 2001 nell'album Room Service.

## Il Singolo
The Centre of the Heart anticipa l'uscita dell'album Room Service. Alcune copie promozionali del singolo hanno anche il titolo tra parentesi (Is A Suburb To The Brain).
Il singolo The Centre of the Heart è stato pubblicato con una versione più corta di Entering Your Heart, mancante di una strofa ed una parte del ritornello, rispetto a quella presente nell'edizione giapponese dell'album Room Service.
The Centre of the Heart Remixes è stato pubblicato successivamente e presenta, oltre la "versione originale" del brano, altre 5 tracce, remixate da Stonebrige e Yoga.

## Tracce
CDS
1. The Centre of the Heart (Per Gessle)
2. Entering Your Heart (Per Gessle)

The Centre of the Heart Remixes
1. The Centre of the Heart [Original Version] - 3:21
2. The Centre of the Heart [Stonebridge Club Mix Edit] - 3:37
3. The Centre of the Heart [Stonebridge Club Mix] - 7:49
4. The Centre of the Heart [Yoga Remix] - 3:29
5. The Centre of the Heart [Stonebridge Peak Hour Dub] - 6:36
6. The Centre of the Heart [Stonebridge More Vox Dub] - 6:36

## Il Video
Il video di The Centre of the Heart è stato diretto da Jonas Åkerlund nell'hotel Madonna Inn di Los Angeles.

## Il Demo
Verso la fine del 2006, dopo la pubblicazione The RoxBox/Roxette 86-06, sul sito ufficiale del gruppo, per un periodo di tempo limitato ad una settimana, è stato possibile ascoltare il demo di The Centre of the Heart.

### Crediti
- Parole e Musica: Per Gessle
- Pubblicato da HipHappy
- Registrato al "Tits & Ass". Autunno 1997
- Programming: Mats Persson & Per Gessle
- Chitarra: Mats Persson & Per Gessle
- Voce: Per Gessle